# Hawthorn (Victoria)
Hawthorn ist ein Vorort von Melbourne, Victoria, Australien, 6 km östlich vom
Melbourner Stadtzentrum (CBD, Central Business District) gelegen und gehört zu dem
lokalen Verwaltungsgebiet (LGA) City of Boroondara. Bei der Bevölkerungserhebung im Jahre 2016 hatte Hawthorn eine Bevölkerungszahl von etwa 23.500 ständigen Einwohnern.

## Geschichte
Die Erstbesiedlung erfolgte um 1830, um 1840 wurde die Gegend noch mit Hawthorne bezeichnet was von der vorherrschenden Vegetation herrührt, den
Weißdornen. Diese Namensfindung wird Charles La Trobe zugeschrieben.

## Persönlichkeiten

### Söhne und Töchter
- Isabel Clifton Cookson (1893–1973), Paläobotanikerin und Palynologin
- Robert Alexander Little (1895–1918), erfolgreichster australischer Jagdflieger des Ersten Weltkrieges
- Phyllis Duguid (1904–1993), Aktivistin und Frauenrechtlerin
- Paul Fitzgerald (1922–2017), Porträtmaler
- Lorna Beal (1923–2020), Cricketspielerin

### Weitere Persönlichkeiten
- Georgiana Huntly McCrae (1804–1890), Malerin und Tagebuchschreiberin
- Carl Gottlieb Elsässer (1817–1885), deutsch-australischer Komponist und Musikpädagoge
- Jeannie Gunn (1870–1961), Schriftstellerin
- Nell Hall Hopman (1909–1968), Tennisspielerin
- Marija Ruljancic (1913–2024), Altersrekordlerin
- Ted Baillieu (* 1953), Abgeordneter für Hawthorn im Parlament von Victoria
- Daniel Pollock (1968–1992), Schauspieler

## Bilder-Galerie

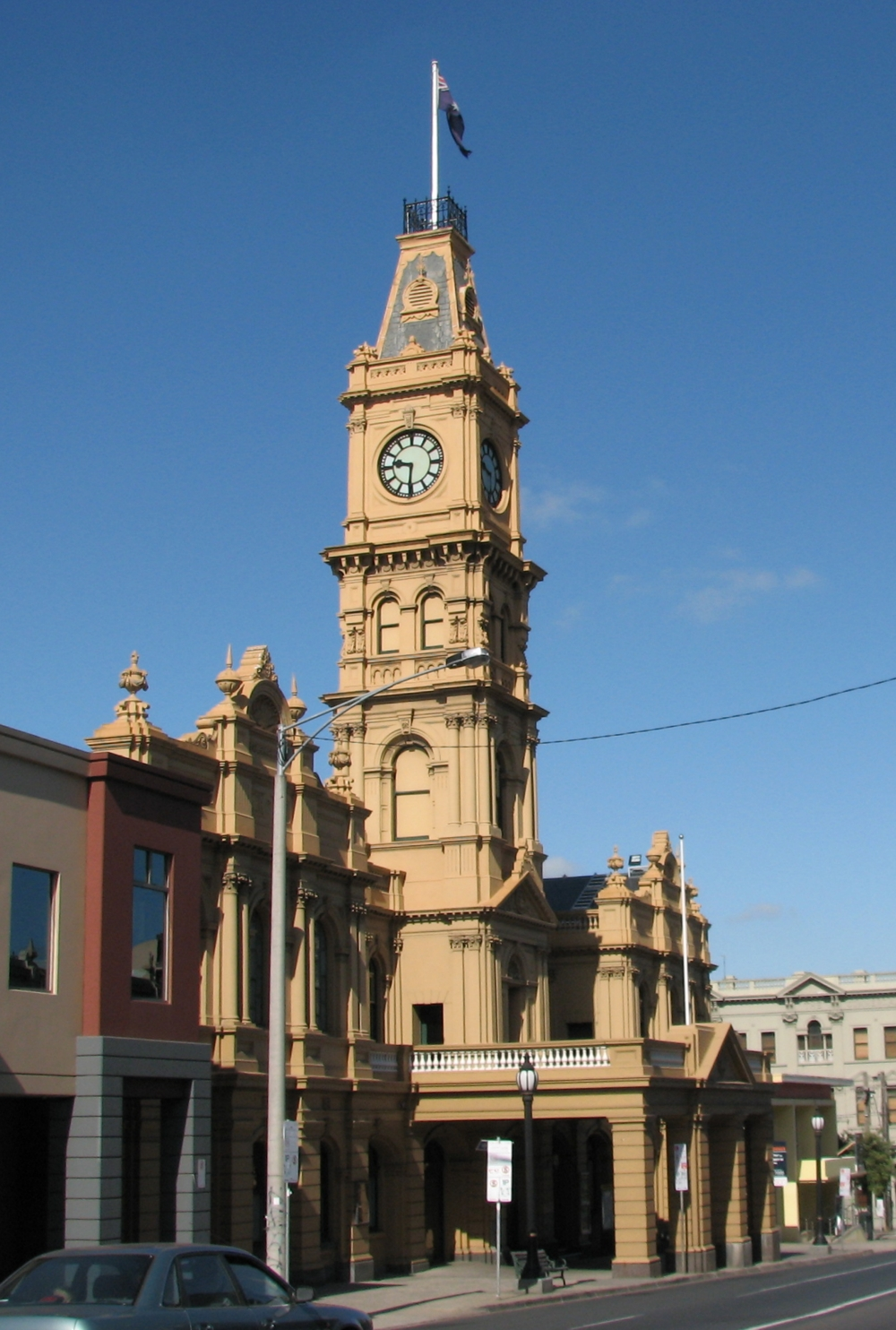
Das Rathaus von Hawthorn
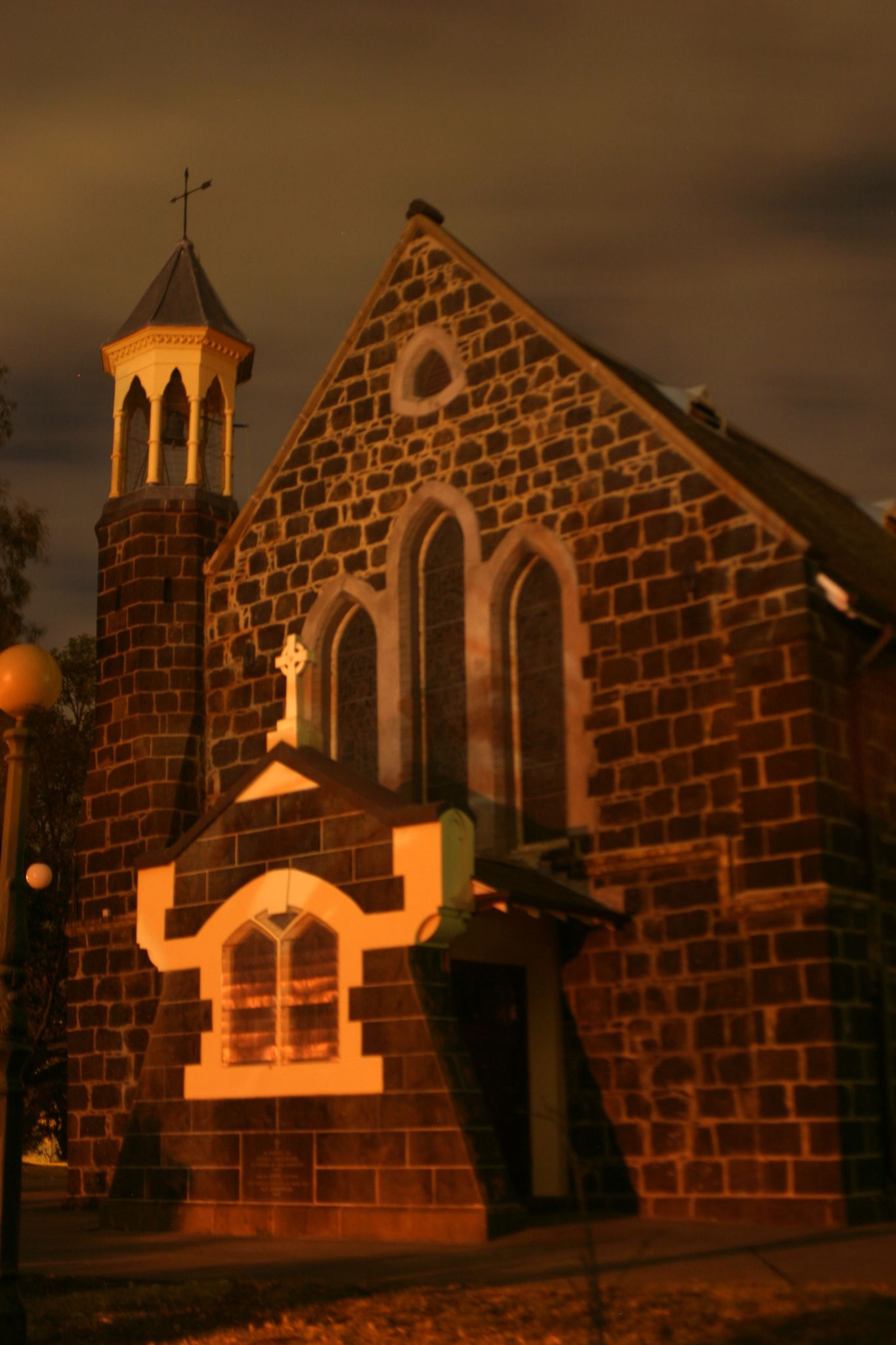
Christ Church in Hawthorn, Victoria